# I leran
I leran är en argentinsk kriminaldramaserie som hade premiär den 14 augusti 2025 på Netflix. Serien som består av åtta avsnitt är skapad av Sebastián Ortega.

## Handling
Ett unikt band uppstår mellan fem kvinnliga fångar efter en dödsolycka. Ända tills korruption och revirkrig i ett brutalt fängelse hotar att förstöra allt.

## Rollista (i urval)
- Ana Garibaldi - Gladys Guerra
- Valentina Zenere - Marina
- Rita Cortese - Cecilia Moranzón
- Lorena Vega - La Zurda
- Marcelo Subiotto - Soriano
- Carolina Ramírez - Yael
- Ana Rujas - Amparo Vilches